# Schwimmgreifer

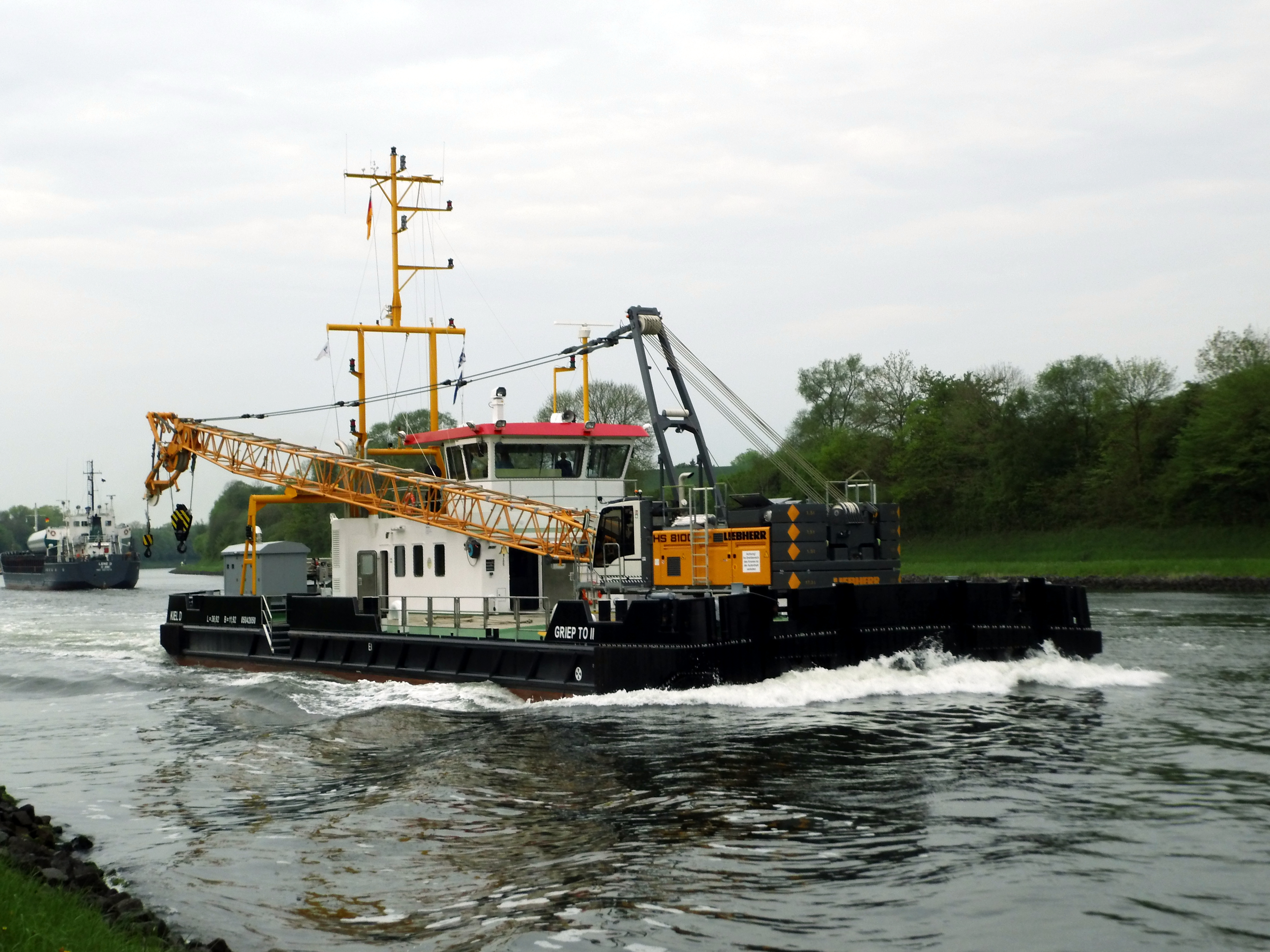
Selbstfahrender Schwimmgreifer Griep To II

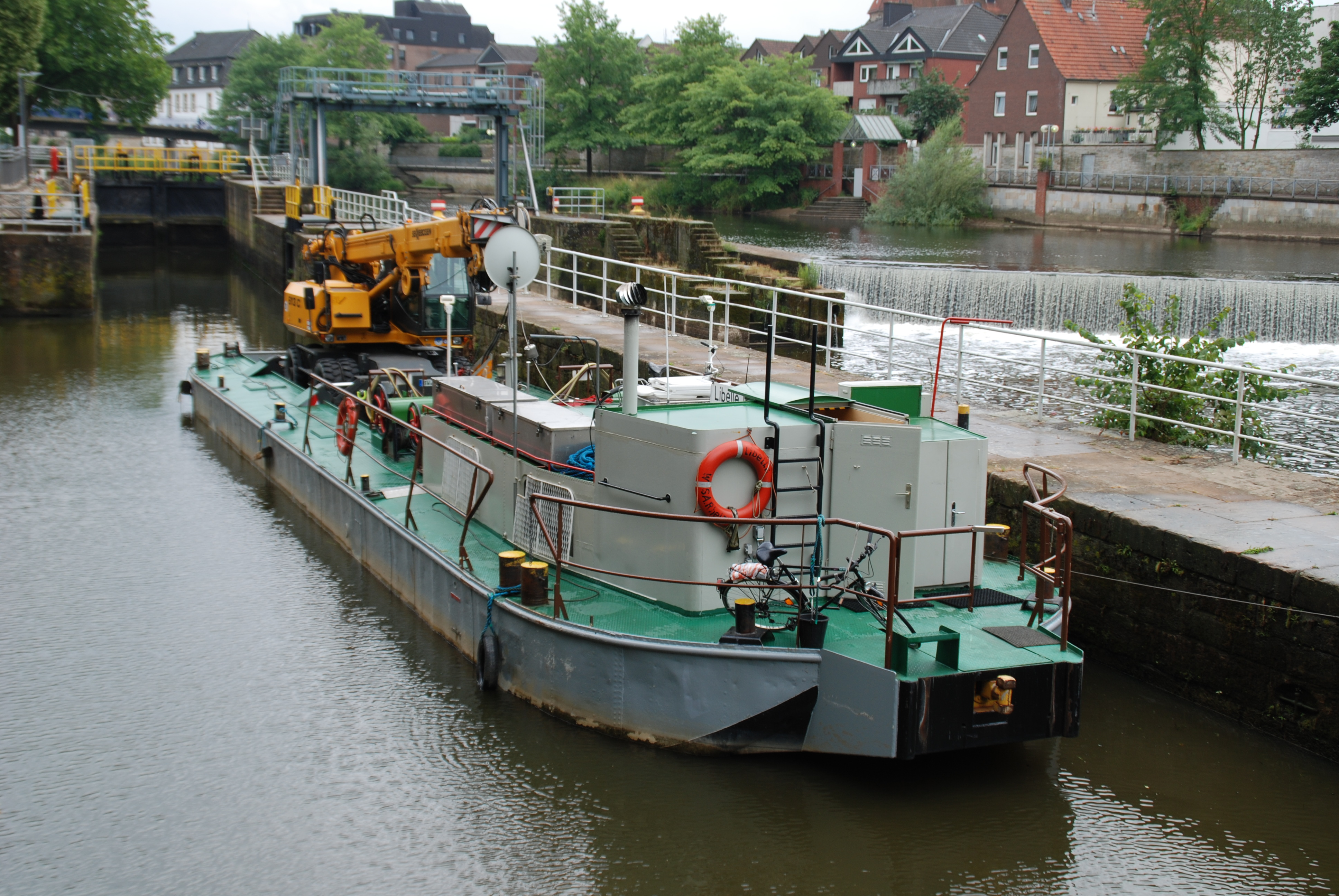
Schwimmgreiferprahm Libelle

Schwimmgreifer ist die Bezeichnung für einen Arbeitsschiffstyp, der in Kombination als Baggerschiff und als Schwimmkran eingesetzt werden kann.
Bei der Wasserstraßen- und Schifffahrtsverwaltung des Bundes werden Schwimmgreifer zum Beispiel für den Ein- und Ausbau von Schleusenbauteilen, der Bergung aus Flüssen und Kanälen, der Beseitigung von Treibgut, der Ausforstung von Windbruch, der Beseitigung von Untiefen sowie für Arbeiten an den Uferbefestigungen eingesetzt.
Auf dem pontonförmigen Schiffsrumpf ist das Arbeitsgerät entweder fest installiert, oder es kann über eine Verladerampe an Bord genommen werden. Selbstfahrende Schwimmgreifer (z. B. das Faaborg Systemschiff) haben einen eigenen Schiffsantrieb, ansonsten werden sie als Prahm zu ihrem Einsatzort geschleppt.